# Nothria oblonga
Nothria oblonga är en ringmaskart som beskrevs av Imajima 1999. Nothria oblonga ingår i släktet Nothria och familjen Onuphidae. Inga underarter finns listade i Catalogue of Life.